# ダンカン・アームストロング
ダンカン・ジョン・ダーシー・アームストロング（Duncan John D'Arcy Armstrong OAM、1968年4月7日 - ）は、オーストラリアの元競泳選手である。1988年ソウルオリンピックで金メダルと銀メダルを獲得したことでよく知られている。アームストロングは、今日では一般的となっている「金メダルを噛む」という行為を、世界で初めて行った人物とされる。

## 若年期
アームストロングは、1968年4月7日にクイーンズランド州ロックハンプトンで生まれ、5歳の時に水泳を始めた。アームストロングに競泳選手の素質があると見込まれたことから、一家でブリスベンに移り、10代のときからローリー・ローレンスが指導するA.C.I.ローレンス・スイミングクラブでトレーニングを始めた。このスイミングクラブには、1984年ロサンゼルスオリンピックの金メダリスト、ジョン・シーベンも所属しており、アームストロングはシーベンを手本にし、シーベンのようにオリンピックで金メダルを取ることを目標とした。アームストロングはブリスベン州立高校に通い、水泳部のキャプテンを務め、1985年に卒業した。

## キャリア
初めて出場した国際大会は、1986年にエディンバラで開催されたコモンウェルスゲームズだった。400メートル自由形では、25メートル近い差をつけられたレース中盤からの追い上げで初の金メダルを獲得した。4×200メートル自由形リレーにオーストラリアチームの一員として出場し、2つ目の金メダルを獲得した。
1988年のソウルオリンピックの200メートル自由形では、当時の世界記録保持者であるアメリカのマット・ビオンディ、および、過去に世界記録を保持していたポーランドのアルトゥール・ヴォイダット、西ドイツのミヒャエル・グロスと対戦した。当時世界ランキング46位のアームストロングは優勝候補ではなかったが、何年間も1日20キロメートル泳ぐトレーニングを続けてきたことで、優勝への強い自信を持っていた。ローレンスはアームストロングに対し、隣のレーンのビオンディにできるだけついて行くよう指示した。150メートル通過の時点でアームストロングは3位だったが、ラストの25メートルでスウェーデンのアンデルス・ホルメルツとビオンディを抜き、1分47秒25の世界新記録で金メダルを獲得した。2位のホルメルツは1分47秒89、3位のビオンディは1分47秒99だった。この表彰式において、アームストロングは金メダルを噛んだ。その理由は不明であるが、一説には、金メダルが本物の金であるか確かめようとしたという。これが、表彰式で金メダルを噛んだ最初の例であるとする説がある。
400メートル自由形でもアームストロングは出遅れ、100メートル通過時点では最下位、300メートル通過時点でも最後から2番目だった。そこから追い上げを見せて先頭まで追いついた。決着は写真判定となり、東ドイツのウーヴェ・ダスラー（3分46秒95）に次ぐ2位（3分47秒14）となった。これは、自己ベストを5秒以上更新する記録であり、3位までがそれまでの世界記録を更新した。4×200メートル自由形リレーにもオーストラリアチームで出場し、4位に入賞した。アームストロングは、オリンピックでの活躍により、同年のヤング・オーストラリアン・オブ・ザ・イヤーに選ばれた。
ソウルオリンピックの後、アームストロングはアメリカのフロリダ大学に進学し、同大学の水泳部でランディ・リースの指導を受けた。アームストロングはサウスイースタン・カンファレンスで500ヤード自由形、400ヤード自由形リレー、800ヤード自由形リレーのタイトルを獲得し、1989年には400メートル自由形リレーと800メートルの自由形リレーで全米大学代表に選ばれた。
アームストロングは、1990年にニュージーランドのオークランドで開催されるコモンウェルスゲームズでも優勝の期待がかけられていたが、伝染性単核球症を発症したため出場を断念した。1992年のバルセロナオリンピックでは、4×200メートル自由形リレーのオーストラリアチームの一員として出場したが、決勝に進出できなかった。1992年のオリンピックを最後に、一旦引退した。
1998年6月、30歳となっていたアームストロングは、2000年に本国オーストラリアで開催されるシドニーオリンピックに向けて、競泳選手として復帰することを表明した。しかし、2か月間トレーニングした後、復帰を断念して引退することを発表した。

## 引退後
引退後は、オーストラリアのテレビネットワーク「ナイン・ネットワーク」の「ワイド・ワールド・オブ・スポーツ」に水泳解説者として出演するほか、オーストラリアのスポーツ専門チャンネル「フォックス・スポーツ」の水泳中継を担当し、「フォックス・スポーツ・セントラル」という番組の司会を務めた。また、安全な水泳を提唱し、後進の指導にもあたっている。
1989年にオーストラリア勲章を、2000年にオーストラリア・スポーツ・メダルを受章し、2001年には水泳を通じたオーストラリア社会への貢献を賛えてセンテナリー・メダルが授与された。1993年にスポーツ・オーストラリア殿堂、1996年に国際水泳殿堂、2009年にクイーンズランド州スポーツ殿堂にそれぞれ殿堂入りした。

## 私生活
アームストロングは、アメリカの競泳選手であるタミ・ブルースと1989年に結婚し、2人の息子をもうけたが、後に離婚した。その後に結婚したレベッカとの間に3人の子供がいる。
アームストロングはキリスト教信者であり、キリスト教に関する講演も行っている。